# Équipe d'Égypte de football à la Coupe des confédérations 1999
L'équipe d'Égypte de football participe à sa 1re Coupe des confédérations lors de l'édition 1999 qui se tient au Mexique, du 24 juillet au 4 août 1999. Elle se rend à la compétition en tant que finaliste de la Coupe d'Afrique des nations 1998.

## Résultats

### Phase de groupe
|   | Équipe          | Pts | J | G | N | P | BP | BC | Diff |
| - | --------------- | --- | - | - | - | - | -- | -- | ---- |
| 1 | Mexique         | 7   | 3 | 2 | 1 | 0 | 8  | 3  | +5   |
| 2 | Arabie saoudite | 4   | 3 | 1 | 1 | 1 | 6  | 6  | 0    |
| 3 | Bolivie         | 2   | 3 | 0 | 2 | 1 | 2  | 3  | -1   |
| 4 | Égypte          | 2   | 3 | 0 | 2 | 1 | 5  | 9  | -4   |

| 25 juillet 1999 | Bolivie         | 2 | 2 | Égypte  |
| 27 juillet 1999 | Égypte          | 2 | 2 | Mexique |
| 29 juillet 1999 | Arabie saoudite | 5 | 1 | Égypte  |

| 25 juillet 1999                   | Bolivie                    | 2 - 2 | Égypte                | Stade Azteca, Mexico                          |                                               |
| 12:00 · Historique des rencontres | Gutiérrez 21e · Ribera 40e |       | Sabry 8e · Radwan 68e | Spectateurs : 85 000 Arbitrage : Anders Frisk | Spectateurs : 85 000 Arbitrage : Anders Frisk |
| 12:00 · Historique des rencontres | (Rapport)                  |       |                       | Spectateurs : 85 000 Arbitrage : Anders Frisk | Spectateurs : 85 000 Arbitrage : Anders Frisk |

| 27 juillet 1999                   | Mexique                  | 2 - 2 | Égypte                   | Stade Azteca, Mexico                           |                                                |
| 20:30 · Historique des rencontres | Pardo 15e · Abundis 26e, |       | Hassan 79e · Kamouna 85e | Spectateurs : 65 000 Arbitrage : Kim Young-Joo | Spectateurs : 65 000 Arbitrage : Kim Young-Joo |
| 20:30 · Historique des rencontres | (Rapport)                |       |                          | Spectateurs : 65 000 Arbitrage : Kim Young-Joo | Spectateurs : 65 000 Arbitrage : Kim Young-Joo |

| 29 juillet 1999                   | Arabie saoudite                               | 5 - 1 | Égypte             | Stade Azteca, Mexico                           |                                                |
| 18:00 · Historique des rencontres | Al-Otaibi 8e, 34e, 78e, 85e · Al-Shahrani 64e |       | Kamouna 70e (pen.) | Spectateurs : 15 000 Arbitrage : Ubaldo Aquino | Spectateurs : 15 000 Arbitrage : Ubaldo Aquino |
| 18:00 · Historique des rencontres | (Rapport)                                     |       |                    | Spectateurs : 15 000 Arbitrage : Ubaldo Aquino | Spectateurs : 15 000 Arbitrage : Ubaldo Aquino |

## Effectif
Sélectionneur :  Mahmoud Al-Gohary
| No. | Pos.      | Joueur                | Date de naissance et âge | Sélec. | Club             |
| --- | --------- | --------------------- | ------------------------ | ------ | ---------------- |
| 1   | Gardien   | Nader El-Sayed        | 31 décembre 1972         |        | FC Bruges        |
| 2   | Défenseur | Ibrahim Hassan        | 10 août 1966             |        | Al-Ahly          |
| 3   | Défenseur | Mohamed Emara         | 10 juin 1974             |        | Hansa Rostock    |
| 4   | Milieu    | Hany Ramzy            | 10 mars 1969             |        | Kaiserslautern   |
| 5   | Défenseur | Samir Kamouna         | 2 avril 1972             |        | Kaiserslautern   |
| 6   | Défenseur | Medhat Abdelhadi      | 12 juillet 1974          |        | Kocaelispor      |
| 7   | Défenseur | Mohamed Youssef       | 9 octobre 1970           |        | Al-Ahly          |
| 8   | Milieu    | Yasser Radwan         | 22 avril 1972            |        | Hansa Rostock    |
| 9   | Attaquant | Hossam Hassan         | 10 août 1966             |        | Al-Ahly          |
| 10  | Attaquant | Abdel Sattar Sabry    | 19 juin 1974             |        | PAOK             |
| 11  | Milieu    | Yasser Rayyan         | 26 mars 1970             |        | Al-Ahly          |
| 12  | Milieu    | Hady Khashaba         | 19 décembre 1972         |        | Al-Ahly          |
| 13  | Attaquant | Abdul Hamid Bassiouny | 15 décembre 1971         |        | Zamalek          |
| 14  | Attaquant | Hazem Emam            | 10 mai 1975              |        | De Graafschap    |
| 15  | Défenseur | Abdel-Zaher El-Saqua  | 30 janvier 1974          |        | Al-Mansurah Club |
| 16  | Gardien   | Essam El-Hadary       | 15 janvier 1973          |        | Al-Ahly          |
| 17  | Milieu    | Ahmed Hassan          | 2 mai 1975               |        | Kocaelispor      |
| 18  | Milieu    | Hossam Abdelmoneim    | 12 février 1975          |        | Zamalek          |
| 19  | Attaquant | Khaled Al Amin        | 6 octobre 1976           |        | Ismaily          |
| 20  | Milieu    | Walid Salah El Din    | 27 octobre 1971          |        | Al-Ahly          |

## Navigation